# Municipio de Blue Rock
El municipio de Blue Rock (en inglés: Blue Rock Township) es un municipio ubicado en el condado de Muskingum en el estado estadounidense de Ohio. En el año 2010 tenía una población de 677 habitantes y una densidad poblacional de 9,59 personas por km².

## Geografía
El municipio de Blue Rock se encuentra ubicado en las coordenadas 39°48′15″N 81°51′0″O / 39.80417, -81.85000. Según la Oficina del Censo de los Estados Unidos, el municipio tiene una superficie total de 70.59 km², de la cual 69,67 km² corresponden a tierra firme y (1,3 %) 0,91 km² es agua.

## Demografía
Según el censo de 2010, había 677 personas residiendo en el municipio de Blue Rock. La densidad de población era de 9,59 hab./km². De los 677 habitantes, el municipio de Blue Rock estaba compuesto por el 97,78 % blancos, el 0,59 % eran afroamericanos, el 0,15 % eran asiáticos y el 1,48 % eran de una mezcla de razas. Del total de la población el 0,15 % eran hispanos o latinos de cualquier raza.